# Pittosporum taitense
Pittosporum taitense là một loài thực vật thuộc họ Pittosporaceae. Đây là loài đặc hữu của Polynésie thuộc Pháp.